# Wojciech Turowski

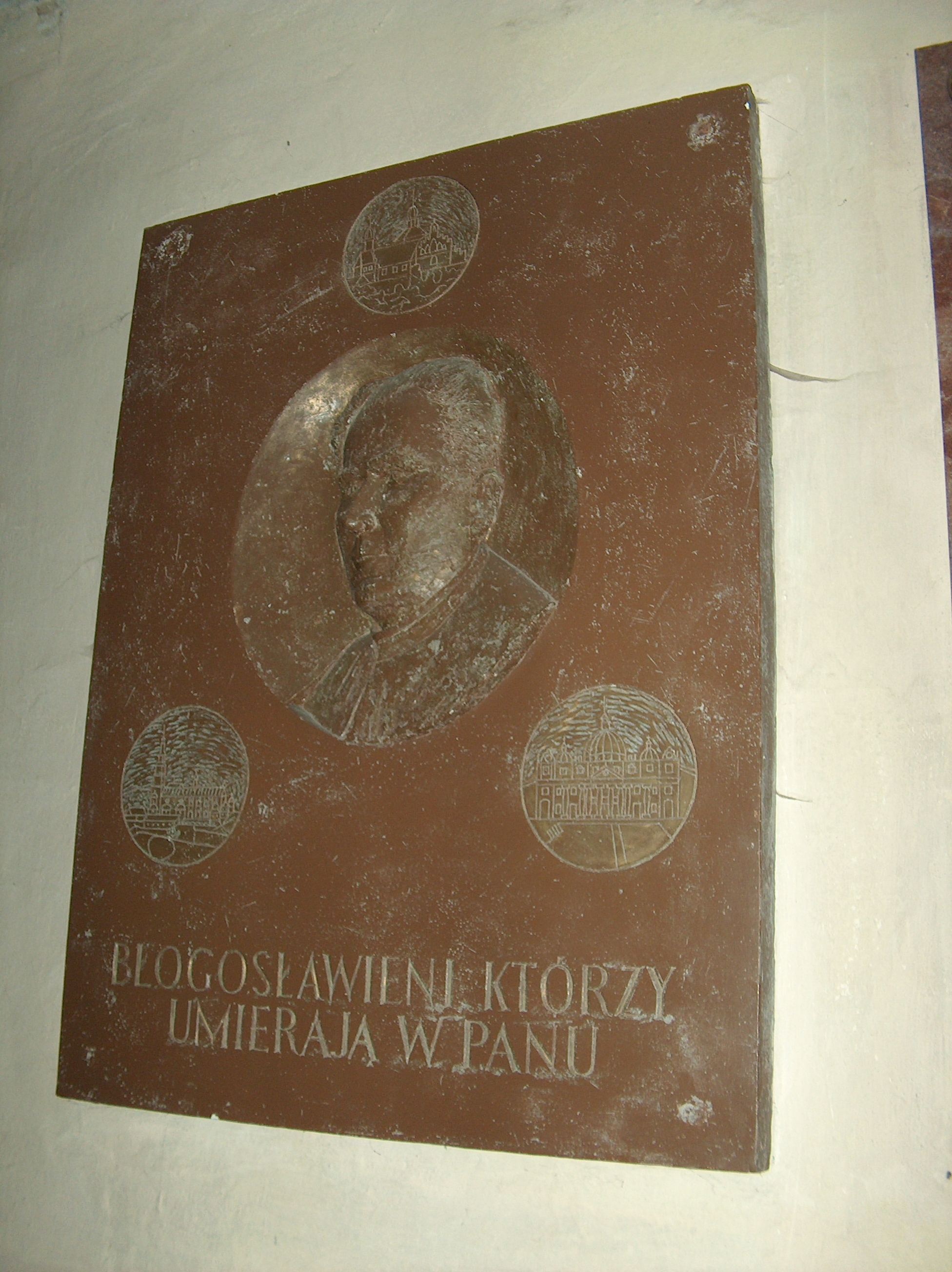
Gedenktafel in Sząbruk

Wojciech Turowski oder Adalbertus Turowski (* 21. Mai 1894 in Schönfelde, Kreis Allenstein, Ostpreußen; †  20. Dezember 1959 in Rom) war ein polnischer Priester, Pallottiner und Generalrektor zwischen 1947 und 1953.
Er besuchte das Collegium Marianum in Wadowice. 1911 trat er in Jajkowce (heute Ukraine) den Pallottinern bei. Während des Ersten Weltkrieges kommandierte er als preußischer Soldat eine Sanitätseinheit. Am 10. Juli 1921 wurde er in Limburg zum Priester geweiht.
Danach arbeitete er in Suchary und dann in Wadowice als Professor, Novizenmeister und Berater von Pater Alojzy Majewski. Von 1925 bis 1932 war er als Nachfolger von Pater Majewski polnischer Superior. 1937 war er Mitglied der Generalversammlung und wurde zum Generalsekretär gewählt. 1946 wurde er Mitglied der französischen Provinz. 
1947 wurde zum Generalrektor der Pallottiner gewählt. Während seiner Amtszeit wurde mit einem Schreiben der Religiosenkongregation der ursprüngliche Name Societas Apostolatus Catholici wiederhergestellt. Am 22. Januar 1950 wurde der Ordensgründer Vincenzo Pallotti seliggesprochen.  
1950 wurde er zum Koadjutor von Teodor Kubina als Bischof von Częstochowa. Er konnte das Amt aber aufgrund von Einwänden der polnischen Behörden nicht antreten. 
Am 19. Oktober 1950 wurden ihm in einer schwierigen Operation Gallensteine entfernt. Danach verschlechterte sich sein Zustand und ihm wurde am 23. Oktober 1950 die Krankensalbung gespendet. Am nächsten Tag wachte er auf und meinte, dass er auf Fürsprache des heiligen Vincenzo Pallotti geheilt worden sei. Dies wurde 1962 von den kirchlichen Behörden für die Heiligsprechung des Ordensgründers anerkannt.  
1953 war seine Amtszeit zu Ende und er wurde Mitglieder der Heiligen Ritenkongregation. 
Er starb plötzlich im Alter von 65 Jahren und wurde auf dem Campo Verano beigesetzt. Er wurde mit zwei Gedenktafeln in der Kirche von Sząbruk geehrt.